# Francesco Scaratti
Francesco Scaratti (Roma, 19 febbraio 1939 – Roma, 16 agosto 2013.) è stato un allenatore di calcio e calciatore italiano.

## Carriera

### Giocatore
Scaratti nasce calcisticamente nella compagine del suo paese, Torrimpietra, per approdare poi alle giovanili della Roma e passare quindi in una delle tante squadre romane, la Romulea, con la quale debutta in IV Serie. Viene ceduto nel 1959 al Siena dove gioca titolare in Serie C.
Nel 1960 Paolo Mazza lo porta a Ferrara per affidarlo alle cure di Ferrero in quella stagione allenatore della SPAL. L'esordio di Scaratti in Serie A, che giocherà assieme all'altro futuro romanista Sergio Carpanesi, avviene il 2 ottobre 1960 a Bergamo con un pareggio esterno contro l'Atalanta.
Quella biancoazzurra è una parentesi che si conclude nel 1961, anno in cui torna nella capitale per giocare con la Tevere Roma, dove giocherà tre campionati giocando in diversi ruoli - oltre che mediano ed ala anche da difensore ed interno.
Torna in Serie A nel 1964 per giocare nel Mantova e a novembre di quell'anno passa in Serie B all'Hellas Verona.
Nel 1967 torna per la terza volta a Roma stavolta con la squadra che amerà maggiormente, la Roma, giocando sino al 1973 e venendo utilizzato in svariati ruoli da allenatori come Helenio Herrera e Oronzo Pugliese. Con la Roma gioca 6 campionati, rivestendo spesso anche il ruolo di capitano e venendo convocato anche per il campionato 1973-1974 dove Manlio Scopigno deciderà di non avvalersi di lui e Scaratti si ritirerà dal calcio giocato.
Dal 1973 al 1975 gioca, e termina la sua carriera, nella Lodigiani, dove, di seguito, comincia la sua attività di allenatore, dal 1975 al 1978. Nonostante gli ottimi risultati (con un secondo posto e due terzi posti nel campionato di Promozione laziale, allora la massima categoria regionale), la squadra non ottenne la promozione in serie D.
Con la Roma Scaratti ha vinto una Coppa Italia nel 1969 ed una Coppa Anglo-Italiana nel 1972 e ha giocato, oltre alle 122 partite di campionato, anche 22 partite con 2 reti in Coppa Italia e 21, sempre con 2 gol, in competizioni europee. Scaratti è stato l'autore di una rete in Polonia nei tempi supplementari della semifinale della Coppa delle Coppe contro il Górnik Zabrze, quando il regolamento dell'epoca non prevedeva che i gol in trasferta, segnati nei tempi supplementari, avessero maggior valenza e quindi, dopo l'1-1 dell'Olimpico, il 2-2 in Polonia con gol di Scaratti non fu sufficiente per la qualificazione e si dovette giocare una terza partita a Strasburgo. Dopo un ennesimo pareggio, 1-1, la Roma fu eliminata dalla monetina che fu utilizzata per l'ultima volta in competizioni internazionali.
In carriera ha totalizzato complessivamente 128 presenze e 6 reti in Serie A e 73 presenze e 12 reti in Serie B.

### Allenatore
È stato allenatore di diverse squadre giovanili tra cui il Torre in Pietra, Ladispoli e Maccarese, lo è stato di alcune formazioni della Roma dal 1982 fino al 1994.

## Palmarès

### Giocatore

#### Competizioni nazionali
- Coppa Italia: 1

Roma: 1968-1969

#### Competizioni internazionali
- Coppa Anglo-Italiana: 1

Roma: 1972